# Billy Janniro
Billy Mitchell Janniro (ur. 3 lipca 1980 w Vallejo) – amerykański żużlowiec.

## Życiorys
Wielokrotny reprezentant Stanów Zjednoczonych, w tym uczestnik finału drużynowego Pucharu Świata (Wrocław 2001 – V miejsce). Wielokrotny medalista indywidualnych mistrzostw Stanów Zjednoczonych, w tym czterokrotnie złoty w latach 2008, 2010, 2011, 2013 (AMA U.S. National Speedway Champion) oraz czterokrotnie złoty w latach 2004, 2008, 2010, 2011 (SRA U.S. National Speedway Champion). Trzykrotny złoty medalista indywidualnych mistrzostw stanu Kalifornia (2010, 2011, 2012).
W 2003 r. startował w lidze polskiej, w barwach klubu ZKŻ Zielona Góra. W lidze brytyjskiej reprezentował barwy klubów Coventry Bees (2001−2008) i Peterborough Panthers (2005). Dwukrotny złoty medalista drużynowych mistrzostw Wielkiej Brytanii (2005, 2007).

## Przynależność klubowa
Wielka Brytania
- Coventry Bees (2001–2008)
- Peterborough Panthers (2005)

Polska
- ZKŻ Zielona Góra (2003)

Szwecja
- Valsarna Hagfors (2003)
- Smederna Eskilstuna (2004–2006)
- Masarna Avesta (2008)

Niemcy
- MSC Olching (2005)
- MSC Olching (2008)

Stany Zjednoczone
- Industry Hills Aces (2007)

Dania
- Grindsted Speedway Klub (2008)